# Mine de Dębieńsko
 (mars 2025).
La mine de Dębieńsko est une mine souterraine de charbon située en Pologne. En 2013, la mine est encore en activité.